# Calverton Park
Calverton Park ist eine Gemeinde mit dem Status „City“ im St. Louis County im US-Bundesstaat Missouri. Das U.S. Census Bureau hat bei der Volkszählung 2020 eine Einwohnerzahl von 1.143 ermittelt.

## Geographie
Die Koordinaten von Calverton Park liegen bei 38°45'57" nördlicher Breite und 90°18'55" westlicher Länge.
Nach Angaben der United States Census 2010 erstreckt sich das Stadtgebiet von Calverton Park über eine Fläche von 1,06 Quadratkilometer (0,41 sq mi). Calverton Park grenzt im Norden an Florissant, im Osten und Süden an Ferguson und im Westen an Hazelwood.

## Bevölkerung
Zum Zeitpunkt des United States Census 2010 lebten in Calverton Park 1293 Menschen verteilt auf 496 Haushalte und 347 Familien. Die Bevölkerungsdichte betrug 1219,8 Einwohner pro Quadratkilometer (3153,7/sq mi).
Die Bevölkerung setzte sich 2010 aus 53,4 % Weißen, 42,2 % Afroamerikanern, 0,2 % amerikanischen Ureinwohnern, 0,9 % Asiaten, 1,1 % aus anderen ethnischen Gruppen und 2,2 % mit zwei oder mehr Ethnien zusammen. Bei 2,9 % der Bevölkerung handelte es sich um Hispanics oder Latinos. Von den 496 Haushalten lebten in 35,3 % Kinder unter 18 und in 9,0 % der Haushalten lebten Personen über 65 alleine.
Von den 1293 Einwohnern waren 25,2 % unter 18 Jahre, 9,1 % zwischen 18 und 24 Jahren, 27,4 % zwischen 25 und 44 Jahren, 26,2 % zwischen 45 und 64 Jahren und in 12,1 % der Menschen waren 65 Jahre oder älter. Das Durchschnittsalter betrug 36,4 Jahre und 47,2 % der Einwohner waren männlich.

## Belege
1. ↑  Explore Census Data Total Population in Calverton Park city, Missouri. Abgerufen am 2. Februar 2023.
2. ↑   United States Census
3. ↑   American Fact Finder